# Betula obscura
Betula obscura là một loài thực vật có hoa trong họ Betulaceae. Loài này được Kotula mô tả khoa học đầu tiên.